# Kosinowo (Basse-Silésie)
Pour les articles homonymes, voir Kosinowo.
Kosinowo est une localité polonaise de la gmina de Prusice, située dans le powiat de Trzebnica en voïvodie de Basse-Silésie.